# Sheffield Island (Connecticut)
Sheffield Island ist eine im Long Island Sound gelegene, unbewohnte Insel vor der Küste des US-Bundesstaates Connecticut.

## Geografie
Sheffield gehört zu den Norwalk-Inseln, einer Kette von rund 25 kleinen und kleinsten Inseln, die vor der Hafeneinfahrt von Norwalk (Connecticut) liegen. Einige von ihnen sind in Privatbesitz und bewohnt, die meisten jedoch Eigentum der Kommunen Norwalk und Westport oder gehören – wie auch Sheffield – zum Stewart B. McKinney National Wildlife Refuge, einem System von Naturschutzgebieten entlang der Küste von Connecticut.
Sheffield ist die zweitgrößte Insel der Gruppe, umfasst rund 21 Hektar und liegt etwa 1,5 km vor der Hafeneinfahrt von Norwalk. Auf der Südwestspitze steht ein Leuchtturm aus dem Jahr 1868, der heute jedoch nicht mehr in Betrieb ist, sowie ein privates, nur zeitweise genutztes Sommerhaus.
Zum Schutz der nistenden Vögel ist der größte Teil der Insel während der meisten Zeit des Jahres unter Schutz gestellt. Während des Sommers darf nur das Areal rund um den Leuchtturm betreten werden. Eine kleine Personenfähre bringt die Besucher in den Sommermonaten von Norwalk Harbour zur Insel. Im Winter werden Bootstouren rund um die Insel zur Beobachtung von Robben und Wasservögeln angeboten.

## Fauna
Auf Sheffield Island nisten zahlreiche Vogelarten, darunter:
- Fischadler (Pandion haliaetus)
- Kanadareiher (Ardea herodias)
- Großer Gelbschenkel (Tringa melanoleuca)
- Schmuckreiher (Egretta thula)
- Dunkelente (Anas rubripes)
- Sichler (Plegadis falcinellus).

Auf der Insel vorkommende Säugetiere sind Waschbären und Moschusratten.

## Geschichte

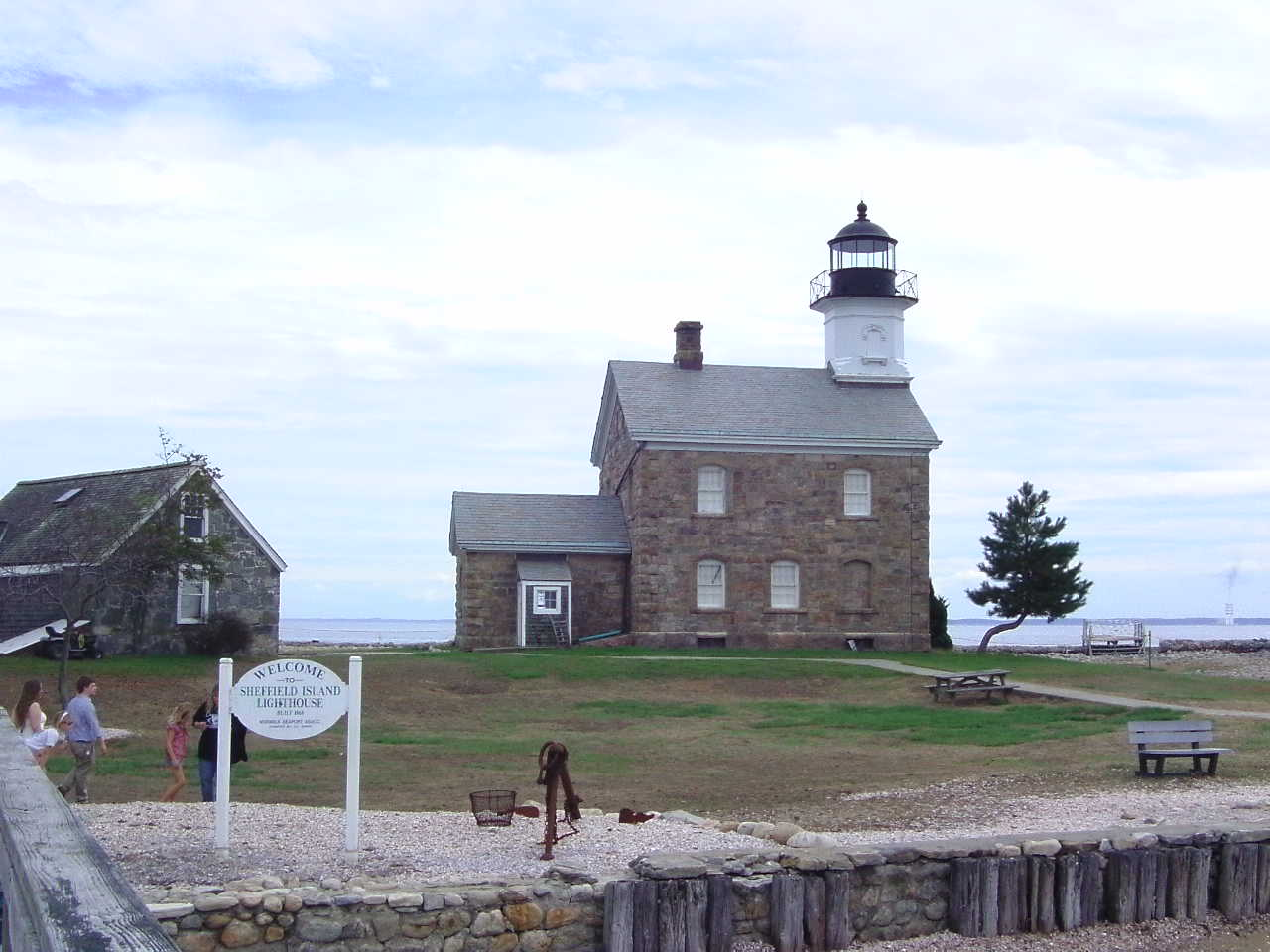
Sheffield Lighthouse, erbaut 1868

Das 1649 gegründete Norwalk war schon zum Ende des 17. Jahrhunderts eine Hafenstadt mit den wichtigsten Wirtschaftszweigen Austernzucht und Herstellung von Töpferwaren.
1804 erwarb Captain Robert Sheffield aus Norwalk „White Island“, so der ursprüngliche Name der Insel, und bald bürgerte sich der Name Sheffield Island ein. Um die gefährliche Hafeneinfahrt zu sichern, erbaute man 1827 einen Leuchtturm mit einer Hütte für den ersten Leuchtturmwärter Gershom Smith, den Schwiegersohn von Robert Sheffield. Er baute schon bald ein Steinhaus, betrieb auf der Insel Gemüseanbau für den Eigenbedarf und hielt Kühe.
1868 wurde der ältere Turm durch das heutige, aus massiven Granitblöcken errichtete Haus mit einem aufgesetzten, oktogonalen Leuchtturm ersetzt. Er ist 15 m hoch. Der Baustil ist ähnlich dem vieler anderer Leuchttürme entlang der US-Ostküste. Das Gebäude gehört heute zum National Register of Historic Places. 1902 wurde das Leuchtfeuer deaktiviert und durch das Greens Ledge Lighthouse auf einer künstlich aufgeschütteten Insel weiter westlich ersetzt, das noch immer in Betrieb ist.

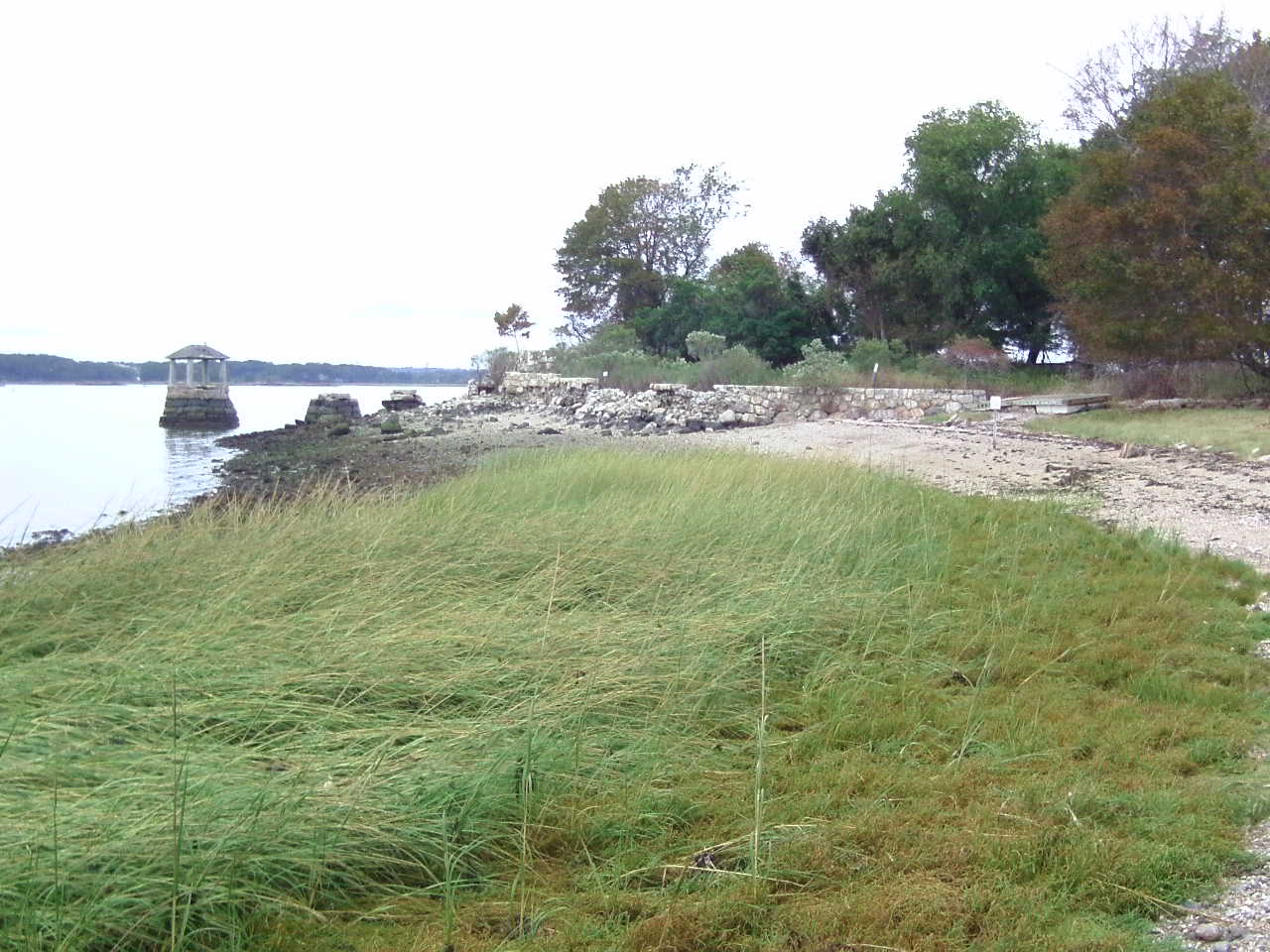
Ruinen der Wohngebäude und des Bootsanlegers

1912 erwarb Alfred Mestre, ein Architekt aus New York City, Sheffield Island und baute sich dort eine luxuriöse Villa mit ausgedehntem Park, Pool und einem Bootsanleger. Er verkaufte die Insel in den 1930er Jahren an Robert L. Corby, den Direktor von Fleischmann’s Yeast, einer heute noch existierenden Fabrik für Backhefe. Corby wandelte das Anwesen in einen Privatclub um, mit einem Golf- und Tennisplatz sowie einem Polo-Spielfeld. Der nächste Eigentümer war ab 1946 James Henry Rand Jr. (1886–1968) von der Remington-Rand-Büromaschinenfabrik, aber er konnte sich nicht lange an seinem Besitz freuen, denn kurze Zeit später zerstörte ein Feuer die Gebäude.
1981 wurde die Insel dem U.S. Fish and Wildlife Service unterstellt. Der Leuchtturm blieb Privatbesitz, bis er 1986 an die Norwalk Seaport Association, einer gemeinnützigen Gesellschaft zum Schutz und zur Pflege der marinen Fauna, verkauft wurde. Er ist seit 1989 im National Register of Historic Places verzeichnet.

## Sonstiges
Sheffield Island hat, wie viele ungewöhnliche Orte an der US-Ostküste, angeblich auch ein Gespenst. Bei den Führungen über die Insel wird erzählt, dass man von Zeit zu Zeit eine geheimnisvolle Musik hören könne, obwohl sich niemand dort aufhält. Es wird behauptet, sie stamme von dem klavierspielenden Geist des verstorbenen Captain Robert Sheffield.